# Шведское радио

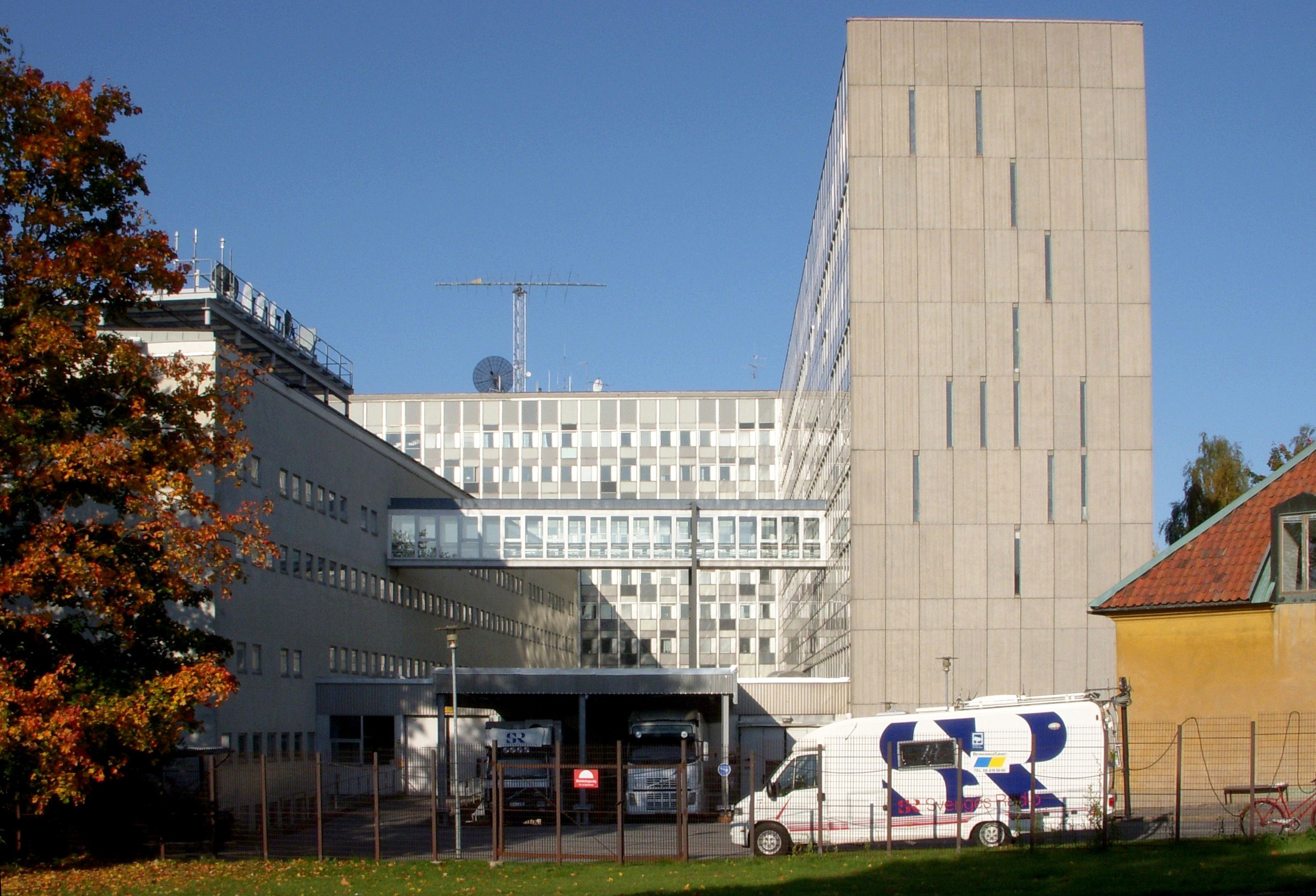
Sveriges Radio в Стокгольме

Радио Швеции  (Sveriges Radio AB, SR) — государственная радиокомпания Швеции и частное акционерное общество.

## История
Компания изначально была основана в 1924 году как AB Radiotjänst (Акционерное общество Радиослужба). Трансляция Радио Швеции началась 1 января 1925 года, и первая транслируемая программа былo воскресное богослужение.
С началом войны в 1939 году начались трансляции новостей на финском, немецком, английском и французском языках. В 1955 году появился второй радиоканал Радио Швеции (P2). В 1957 году акционерное общество Radiotjänst было переименовано, компании было дано нынешнее название Sveriges Radio. В этом же году 1 июля компания начала телетрансляции. В 1962 году начались трансляции одной из самых популярных шведских музыкальных программ, Svensktoppen. В 1964 году появился третий радиоканал P3.  В 1969 году появилась редакция финскоязычных програм. В 1975 году начались радиотрансляции на сербскохорватском, греческом и турецком языках. В 1977 году было образовано новое акционерное общество для местных радиоканалов, Sveriges Lokalradio AB, с 24 местными радиостанциями. В 1979 году было создано четыре дочерних предприятия: Sveriges Riksradio (Национальное радио Швеции), Sveriges Lokalradio (Местное радио Швеции), Sveriges Utbildningsradio (Шведское образовательное радио)  и Sveriges Television (Телевидение Швеции). С 1987 года для местных радиостанций был создан отдельный канал, P4. Компания Шведское радио в нынешнем формате с четырьмя национальными и 26 местными радиоканалами была основана в 1993 году путём объединения акционерных обществ «Национальное радио Швеции» и «Местное радио Швеции». С этого же времени прекращается монополия Радио Швеции на радиотрансляции, в эфире появляются около 60 новых частных радиокомпаний, финансируемых за счёт рекламы. С 1995 года начались радиотрансляции Радио Швеции в цифровом формате.
19 июля 1997 года SR запустил финноязычную радиостанцию SR P7. В 2007 году SR через DAB+ запустила детскую радиостанцию SR Bubbel, в 2008 году переименованный в Radioapans knattekanal. 16 марта 2010 года компания объявила о прекращении вещания на средних и коротких волнах с 31 октября 2010 года. По существу, международное вещание доступно только в Интернете.. Языковые услуги на албанском, боснийском, сербском, сирийском и хорватском языках будут отменены, в то время как вещание на английском, курдском, персидском, и шведском продолжено. Вещание на саамском (северносаамском) и финском языках выделено в отдельные каналы. 31 марта 2016 года вещание SR P6 на русском и немецком языках было прекращено.

## Радио Швеции на русском языке и в России
Tрансляции Радио Швеции на русском языке начались в 1967 году, вещание былo прекращены сначала на коротких и средних волнах в 2010 году, и выпуск русскоязычного материала на сайте компании прекращен в 2016 году. В марте 2022 года, после начала российского вторжения на Украину Радио Швеции начало ежедневный русскоязычный подкаст, основанный на собственном шведскоязычном материале. В августе 2022 года решением Роскомнадзора сайт Радио Швеции и работа мобильного проложения заблокированы в России. Русскоязычные передачи на Радио Швеции, в том числе и подкаст о вторжении России на Украину, прекращены по экономическим причинам в начале 2024 года. Радиовещание Радио Швеции заблокировано на территории России с 25 июня 2024 года.

## Радиостанции

### Общенациональные радиостанции общей тематики
- - Ekonyheter («Эхо известия»)
- SR P2 — музыкальная
  - Ekonyheter («Эхо известия»)
- SR P3 — молодёжная
  - Ekonyheter («Эхо известия»)
- SR P3 Din Gata
- SR P4 — сеть региональных радиостанций
  - P4 Blekinge (Блекинге)
  - P4 Dalarna (Даларна)
  - P4 Gotland (Готланд)
  - P4 Gävleborg (Евлеборг)
  - P4 Göteborg (Вестра-Гёталанд)
  - P4 Halland (Халланд)
  - P4 Jämtland (Емтланд)
  - P4 Jönköping (Йёнчёпинг)
  - P4 Kalmar (Кальмар)
  - P4 Kristianstad (бывший лен Кристианстад)
  - P4 Kronoberg (Крунуберг)
  - P4 Malmöhus (Сконе)
  - P4 Norrbotten (Норрботтен)
  - P4 Sjuhärad (бывший лен Эльвсборг)
  - P4 Skaraborg (бывший лен Скараборг)
  - P4 Stockholm (Стокгольм)
  - P4 Sörmland (Сёдерманланд)
  - P4 Uppland (Уппсала)
  - P4 Värmland (Вермланд)
  - P4 Väst (юго-западная часть страны)
  - P4 Västerbotten (Вестерботтен)
  - P4 Västernorrland (Вестерноррланд)
  - P4 Västmanland (Вестманланд)
  - P4 Örebro (Эребру)
  - P4 Östergötland (Эстергётланд)
  - SR P4 Plus
- SR P6

Доступны через эфирное радиовещание и интернет.

### Региональные радиостанции
- SR Sameradion — саамоязычная радиостанция

### Тематические общенациональные радиостанции
- Ekot sänder direkt — новости
- Sportextra — спорт
- Radioapans Knattekanal — детская радиостанция
- Sveriges Radio Finska — финноязычная радиостанция
- P2 Språk och musik — версия P2 без иноязычных программ

Доступны во всех районах Швеции через эфирное радиовещание (цифровое (DAB) на МВ) и Интернет.

## Владельцы
Радиокомпания принадлежит Управляющему учреждению Телевидения Швеции.

## Управление
Руководство радиокомпанией осуществляют:
- правление (Styrelse) избираемое правлением Управляющего учреждения Радио Швеции, Телевидения Швеции и Образовательного радио;
- исполнительный директор (швед. Verkställande direktör)[19], назначаемым правлением.

## Подразделения
- Симфонический оркестр Шведского радио.

## Цифровое вещание SR
DAB-мультиплекс 12C включал в себя SR P1, SR P2 Klassiskt, SR P2 Världen, SR P3 Star, SR Knattekanalen и SR Sisuradio, DAB-мультиплекс 12A — SR P2 Musik, SR P3, SR P4 и коммерческие радиостанции